# Kurt Belfrage
Johan Kurt Edvard Belfrage, född 2 oktober 1878, död 29 oktober 1951, var en svensk börsdirektör, aktiv i Rotary-rörelsen. Kurt Belfrage var son till Axel Belfrage samt far till Kurt-Allan Belfrage och Leif Belfrage.
Belfrage blev filosofie kandidat 1898 och juris kandidat 1902 vid Uppsala universitet, och därefter 1916 chef för Stockholms fondbörs. Belfrage utgav ett stort antal finansrättsliga arbeten, de flesta avsedda som läroböcker, såsom Svensk handelsrätt (1910, 8:e upplagan 1927), Svensk familjerätt (1912, 3:e upplagan 1920), Ny juridisk rådgivare (1913, ny upplaga 1916), Stockholms fondbörs (1917-18), Bank- och börsväsen (1920), samt Konkurslagarna (1922).
Kurt Belfrage var eldsjälen och organisatören av den svenska Rotaryrörelsen från chartrandet av Sveriges första rotaryklubb - Stockholms Rotaryklubb - 1926 till sin bortgång 1951. Han utsågs till Rotary International Director 1932/1933 och blev Sveriges förste Rotaryguvernör 1934 och återkom i den rollen en andra gång 1944. Att stödja ungdomars personliga utveckling samt att verka för förståelse mellan nationer är två hjärtefrågor för rotarianer. Dessa båda syften förenas i Kurt Belfrages Minnesfond. Han är begravd på Solna kyrkogård.

## Utmärkelser
- Kommendör av andra klassen av Vasaorden, 16 juni 1933.[5]
- Riddare av Nordstjärneorden, 1923.[6]
- Kommendör av andra graden av Danska Dannebrogorden, tidigast 1931 och senast 1940.[7][8]
- Riddare av Danska Dannebrogorden, tidigast 1925 och senast 1931.[7][9]
- Kommendör av Jugoslaviska Kronorden, tidigast 1931 och senast 1940.[7][8]